# Unisono (Musikprojekt)
Das Musikprojekt Unisono ist ein Benefizprojekt aus Lingen (Ems), dessen Kernaufgabe im Jugendengagement unter dem Motto „Musik für den guten Zweck“ liegt. Neben der musikalischen Weiterentwicklung der Jugendlichen steht die soziale Hilfe für Projekte in Afrika im Vordergrund.

## Entwicklung
Das Musikprojekt wurde 2012 von Lukas Lessing und zwölf Mitgliedern einer Musikband gegründet und bestand zunächst als Projekt der  Band unter dem Motto „Musik für den guten Zweck“. Nach einer Vielzahl an Auftritten in Niedersachsen gewann „Unisono“ an Bekanntheit und wurde mit Preisen auf Regional-, Landes- sowie Bundesebene ausgezeichnet. Der Gewinn der Goldenen Göre 2015 (höchstdotierter Preis für Kinder- und Jugendengagement auf Bundesebene), ausgeschrieben vom Deutschen Kinderhilfswerk, stellt den bisherigen Höhepunkt des Projektes dar. Neben einem Empfang im Schloss Bellevue bei Daniela Schadt durch die Auszeichnung mit dem Jugend-Hilft-Preis 2014 sowie durch eine Meldung der dpa hat Unisono sowohl ideelle als auch finanzielle Unterstützung von prominenten Persönlichkeiten wie Jana Pallaske, Marc Liebisch, Santiago Ziesmer und Martin Kluge gewonnen. Das Musikprojekt war 2015 für den Deutschen Engagementpreis 2015 nominiert, wurde aber nicht ausgezeichnet. Beim Deutschen Bürgerpreis 2015 schaffte Unisono es in die Vorrunde der zehn besten bundesweiten Projekte, verfehlte die Finalrunde und die damit verbundene Auszeichnung jedoch ebenfalls. Unisono unterstützt in Kapstadt, Südafrika eine Schule namens Crosspoint Academy (hervorgegangen aus Immanuel's Haven Private School). Für das Vorgängerprojekt, das Waisenhaus Immanuel's Haven, hat Unisono neben den Einnahmen aus Spenden und Konzerten die Social-Media-Aktion MySongforChiChi ins Leben gerufen. Durch das Singen bekannter Kinderlieder wurden Spenden für das Projekt gesammelt.

Der gleichnamige Verein „Unisono e.V.“ wurde 2013 gegründet und hat über 50.000 € Spenden gesammelt (Stand: 9. November 2019).

## Auszeichnungen
- 2013 Lingener Wühlmaus, Lingen
- 2013 Emsländischer Jugendförderpreis, Meppen
- 2014 Jugend-Hilft!-Preis, Berlin
- 2015 Goldene Göre, Rust
- 2015 Jugendkulturpreis Talente 2015, Lingen[8]
- 2015 Niedersachsenpreis für Bürgerengagement[9]